# Ерд
Ерд (угор. Érd, нім. Hanselbeck, хорв. Andzabeg, тур. Hamzabey) — місто в Угорщині, адміністративний центр медьє Пешт.